# Hyposmocoma opuumaloo
Hyposmocoma opuumaloo — вид моли эндемичного гавайского рода Hyposmocoma. 

## Распространение
Обитает на острове Некер на Флэгпоул-Хилл.

## Описание
Взрослые моли имеют размах крыльев 8,9—9,1 мм.

### Личиночная стадия
Личинки плетут кокон. Кокон гусеницы — конической формы, длиной 6,7—7,1 мм, от серого до коричневого цвета, декорирован песчинками, вплетёнными в шёлковые филаменты.